# François-Xavier Audouin
Pour les articles homonymes, voir Audouin.
François-Xavier Audouin est un homme d'Église et un révolutionnaire français, né le 18 avril 1765 à Limoges (Haute-Vienne) et mort le 23 juillet 1837 à Paris.

## Carrière
Fils de Jean-Baptiste Audouin, maître tanneur, et d'Isabeau Dheralde, il appartient à une famille de notables. L'un de ses ancêtres aurait représenté les bourgeois de Limoges aux États généraux de Tours en mai 1308. Après une année de philosophie au séminaire Saint-Magloire, à Paris, avant de rentrer à Limoges, où il entre au séminaire. Devenu prêtre le 19 décembre 1789, il est nommé vicaire de la paroisse de Saint-Maurice de Limoges.
Militant révolutionnaire, il est l'un des fondateurs du Club des jacobins de Limoges en juin 1790 et prête serment à la constitution civile du clergé le 23 janvier 1791, avant d'être nommé, le 18 février, professeur de rhétorique par le Directoire du Département. Il fonde le journal Universel ou Révolution des Royaumes (du 23-11-1789 au 14 Prairial An III).
Parti à Paris en 1792, il devient vicaire de la paroisse de Saint-Thomas d'Aquin puis de celle Saint-Eustache et aumônier de la garde nationale de Paris. Abandonnant bientôt la prêtrise, il devient électeur de la section de la Fontaine-de-Grenelle, où il joue un rôle grandissant, et membre du Club des jacobins.
Lors de la journée du 10 août 1792, dont il est l'un des principaux meneurs, il représente sa section à la Commune. Le 3 septembre, il fait partie des 24 commissaires envoyés dans les départements par le Conseil exécutif de la Commune. Avec Charles-Louis Loiseau-Grandmaison, il est désigné pour partir en Vendée et dans les Deux-Sèvres. Quittant Paris le 4 septembre, les deux hommes interviennent également dans le Loiret, l'Indre-et-Loire et la Vienne. Rappelés à la fin du mois de septembre, ils rejoignent Paris le 6 octobre, en passant par Limoges.

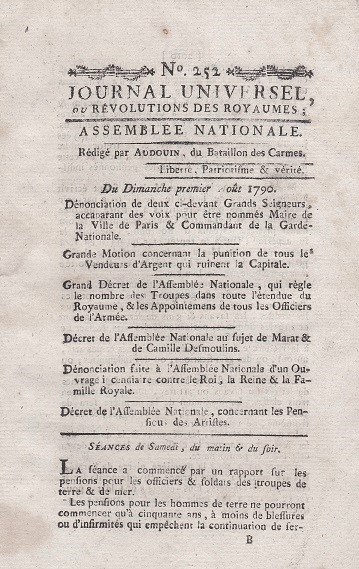
Journal Universel par Audoin, 1790

Le 3 octobre 1792, Pache l'appelle au ministère de la Guerre, où il occupe les fonctions de secrétaire général. Le 15 janvier 1793, il se marie avec la fille de Pache, Marie-Sylvie (née à Paris le 2 mars 1777) ; les témoins sont Santerre, commandant de la garde nationale, et Hébert. Le couple a quatre enfants: Nicolas-Léonard-Xavier, né à Paris le 29 novembre 1795; Maurice-Ernest, né à Paris le 30 avril 1802, mort sans postérité dans la même ville le 27 décembre 1847; Alexandrine-Élisa-Sylvie, née à Paris en 1804, morte à Asnières le 29 mai 1876; Sylvie-Félicie, née en 1807, morte à Thin-le-Moutier le 29 septembre 1821.
Après le départ de Pache du ministère, il est quelques semaines commissaire des guerres, avant de devenir, le 17 avril l'adjoint du nouveau ministre, Bouchotte, à la 6e division, où il est chargé de la direction du personnel. À ce titre, il joue un rôle politique important, dans le cadre de l'épuration des états-majors et des cadres de l'armée, les officiers nobles étant remplacés par des officiers républicains. À ce poste, il recueille également les rapports des commissaires du pouvoir exécutif et les renseignements transmis par les administrations et les sociétés populaires.
Après la chute des hébertistes, il est arrêté en même temps que Pache le 21 floréal an II (10 mai 1794), il demeure en prison après le 9-Thermidor. Il écrit un mémoire justificatif, où il décrit ses conditions de vie en prison, À l'intérieur des maisons d'arrêt, paru en 1795. Placé au secret à la prison de Sainte-Pélagie, il est transféré au Luxembourg le 2 vendémiaire an III (25 septembre 1794), puis au fort de Ham le 22 nivôse an III (12 janvier 1795), où selon son mémoire, il partage son lit avec son épouse et son enfant. Le 5 prairial an III (25 mai 1795), sur rapport de Bourdon de l'Oise, il est décrété d'accusation et traduit devant le tribunal criminel d'Eure-et-Loir avec Pache et Bouchotte. Condamné à la prison, il bénéficie de l'amnistie votée le 4 brumaire an IV (26 octobre 1795).
Sous le Directoire, devenu journaliste, il fait paraître un périodique, Le Publiciste philanthrope, entre le 1er pluviôse an IV (20 janvier 1796) et le 21 floréal an IV  (9 mai 1796). Devenu défenseur au conseil des prises, il est nommé juge au tribunal de cassation le 24 germinal an VII (14 avril 1799).
Après le coup d'État du 18 brumaire, il est compris sur une liste de déportation, mais le tribunal réclame contre cette mesure, qui est finalement abandonnée.
Secrétaire général du département des Forêts sous le Consulat, il refuse le même poste à la préfecture de Bruxelles. Inscrit comme avocat au barreau de Paris en 1802, il abandonne la vie politique. Sous la Restauration, il affiche des opinions royalistes, sans renier son action sous la période révolutionnaire et tout en restant fidèle à ses anciennes amitiés, en premier lieu avec son beau-père. Après la mort de son épouse le 15 janvier 1820 au 7, rue Jacob, il s'installe au 2, rue de Marivaux-Italiens, où son fils Nicolas meurt sans postérité le 10 novembre 1826. Il meurt dans cette ville en 1837, à la suite d'une attaque d'apoplexie.
François-Xavier Audouin, sa femme et leurs trois premiers enfants reposent au cimetière du Père-Lachaise (76e division), dans des caveaux de famille,. Inscription mortuaire :

« François-Xavier AUDOUIN

Avocat à la cour royale de Paris

Ancien secrétaire général du ministère de la Guerre

Commissaire ordonnateur des guerres et conseiller à la Cour

de Cassation

Né à Limoges le 18 avril 1765

Décédé à Paris le 23 juillet 1837.

Marie-Silivie AUDOUIN

Son épouse

Fille de M. Pache

Ancien Ministre de la Guerre

Et de Mme Sylvie Valette

Née à Paris le 4 mars 1777

décédée à Paris le 15 janvier 1820. »

Il est le frère de Joseph Audouin, né à Limoges le 19 décembre 1774, qui fut maire de Limoges en 1848.

## Œuvres
- Discours prononcé dans l'église paroissiale de Saint-Thomas-d'Aquin, au service célébré pour Honoré Riquetti-Mirabeau…, Paris, Imprimerie de Champigny, 1791, 8 pages
- L'intérieur des maisons d'arrêt, Paris, 1795
- Du commerce maritime, de son influence sur la richesse et la force des états, démontrée par l'histoire des nations anciennes et modernes: situation actuelle des puissances de l'Europe, considérées dans leurs rapports avec la France et l'Angleterre : réflexions sur l'armement en course, sa législation et ses avantages, Paris, Baudouin, an IX (1800), 2 volumes
- Histoire de l'administration de la guerre, Paris, Didot, 1811, 4 volumes
- Responsabilité des ministres : quelques pensées sur le projet de loi présenté par les ministres de Sa Majesté le 28 janvier 1819, Paris, Brissot-Thivars, 1819

## Sources partielles
- Hervé Guénot, « Audouin François Xavier », Albert Soboul (dir.), Dictionnaire historique de la Révolution française, Presses universitaires de France, 1989 (rééd. Quadrige, 2005, p. 58)
- Louis Pierquin, Mémoires Sur Pache: ministre de la Guerre en 1792 et maire de Paris sous la Terreur ; sa retraite à Thin-le-Moutier, E. Jolly, 1900, 276 pages, p. 229-241
- Biographie des hommes vivants, Paris, Louis-Gabriel Michaud, 1816, tome I, p. 134-135
- Auguste Du Bois et l'abbé Arbellot, Biographie des hommes illustres de l'ancienne province du Limousin, Limoges, Imprimerie Ardillier fils, 1854, tome I, p. 34-36